# Salvador Armendares i Sagrera
Salvador Armendares i Sagrera (Vilafranca del Penedès, 7 de juliol de 1925 – Ciutat de Mèxic, 28 de gener de 2010) fou un metge genetista i antropòleg català establit a Mèxic, fill de Salvador Armendares i Torrent.

## Biografia
De petit va viure a Malgrat de Mar i va fer els primers estudis a l'Institut-Escola. Marxà a l'exili amb els seus pares a bord del Sinaia i el 1939 s'establí a Mèxic. Estudià el batxillerat a l'Institut Vives de Ciutat de Mèxic i el 1950 es llicencià en medicina i cirurgia a la UNAM. Allí va fer amistat amb Santiago Genovés Tarazaga, antropòleg gallec exiliat, qui el va fer interessar-se per l'antropologia.
Posteriorment treballà com a ajudant en endocrinologia a l'Hospital Infantil de Mèxic i com a pediatre al Centro Mèdico Nacional. Es va especialitzar dos anys (1964-1965) al British Medical Council d'Oxford, on estudià l'etiologia de les malformacions congènites. Fou professor titular de pediatria i de genètica medica de la Divisió d'Estudis de Postgrau i Recerca de la UNAM, el primer que es va iniciar a Amèrica Llatina. També és investigador de l'Institut de Recerques Antropològiques de la UNAM (investigador emèrit des de 2002). Es casà amb Montserrat Carrasco, filla de Rossend Carrasco i Formiguera, metge i exiliat català.
Ha estat membre de l'Acadèmia Nacional de Medicina de Mèxic, de l'Associació Mexicana de Genètica Humana, de l'American Society of Human Genetics, president del II Congrés Llatinoamericà de Genètica i vicepresident del Simposi Internacional sobre el Genoma humà.

## Obres
- Citogenética humana normal y patológica (1968)
- Síndrome de Turner, diagnóstico y manejo terapéutico (1979)
- Los cromosomas humanos y enfermedad (1967) a la revista Manual de Pediatría
- Genética humana y dermatología clínica (1972)
- Nuevos conceptos sobre viejos aspectos de la desnutrición (1973)
- Pediatría perinatal (1974)